# Observatorio Vulcanológico de Piton de la Fournaise
El Observatorio Vulcanológico de Piton de la Fournaise (en francés: Observatoire volcanologique du Piton de la Fournaise) es un observatorio de volcanes de Francia responsable de monitorear la actividad volcánica , así como el estudio científico de la Piton de la Fournaise, un volcán rojo en la isla de La Reunión, que constituye un departamento de ultramar en el Océano Índico.
Cuenta con locales instalados en Bourg-Murat , un pueblo de Plaine des Cafres, en Hauts, en la comuna de Tampón. Según el Instituto de Física del globo en París (institut de physique du globe de Paris,), está bajo la responsabilidad del italiano Andrea di Muro.
Fue creado en 1979 a raíz de una erupción en 1977 del Enclos Fouqué (una caldera del Volcán). En sus inicios, Haroun Tazieff negó rotundamente su utilidad o, al menos, advirtió sobre el riesgo de rutina debido a la inactividad física del personal.